# Julius Dietz
Julius Dietz (* 30. Dezember 1889; † nach 1945) war ein deutscher Kommunalpolitiker (NSDAP). Er war von 1934 bis 1945 Oberbürgermeister der Stadt Apolda in Thüringen, nachdem er zuvor ein knappes Jahr als Stiftungskommissar für die Carl-Zeiss-Stiftung tätig war.

## Leben und Wirken
Nach dem Schulbesuch schlug Dietz eine Ausbildung zum kaufmännischen Angestellten ein und wurde Vorsteher der Verkaufsabteilung für medizinische Instrumente im Carl-Zeiss-Werk in Jena. Zum 1. Mai 1932 trat er der NSDAP bei (Mitgliedsnummer 1.189.184). Nach der „Machtergreifung“ der Nationalsozialisten 1933 wurde er als staatsnaher Parteigenosse, der kurz zuvor zum Regierungsrat befördert worden war, zum Stiftungskommissar der Carl-Zeiss-Stiftung ernannt, deren Stiftungsverwaltung damals beim Weimarer Kultusministerium lag. Als Stiftungskommissar löste Dietz den Oberverwaltungsgerichtspräsident Friedrich Ebsen (von 1912 bis 1. Juni 1933 Stiftungskommissar) ab und sollte nunmehr an dessen Stelle die Aufsicht über die Carl-Zeiss-Betriebe führen. Zwischen Dietz und der NSDAP-Gauleitung auf der einen Seite und der Geschäftsführung der Unternehmen (Walther Bauersfeld, Paul Henrichs, August Kotthaus) und einzelnen mutigen Bürgern Jenas wie der Abbe-Tochter Grete Unrein auf der anderen Seite kam es deshalb zu heftigen Auseinandersetzungen. Sie gipfelten in einer Klage gegen den thüringischen Innenminister Fritz Wächtler wegen der erzwungenen Änderungen des Statutes. Die Lage beruhigte sich erst wieder, als Dietz nach elf Monaten am 3. Mai 1934 als Stiftungskommissar abgesetzt wurde.
Dietz wurde in Jena aus der Schusslinie gezogen. Das Thüringische Innenministerium ernannte Dietz als Staatsbeamten am 24. Juli 1934 zum kommissarischen Oberbürgermeister der Stadt Apolda. Noch im selben Jahr wurde ihm am 27. September in der Staatsratssitzung definitiv diese Funktion übertragen. Dietz war erster hauptamtlicher Bürgermeister und zugleich Stadtkämmerer von Apolda. Später war er u. a. an der Gründung der „Burggemeinde der Alten Garde“ beteiligt, einer Vereinigung sogenannter Alter Kämpfer aus dem NSDAP-Gau Thüringens, die auch von seinem alten Arbeitgeber Carl-Zeiss-Jena finanziell unterstützt wurde.
Während der Dienstzeit von Dietz wurden die Juden aus der Stadt vertrieben, wanderten notgedrungen aus oder wurden in Konzentrationslagern ermordet.
Unter seiner Leitung wurde Apolda lange vor Beginn des Zweiten Weltkrieges zu einem nicht unbedeutenden Rüstungsstandort ausgebaut. Er ließ zwischen 1936 und 1939 fünf Rüstungsbetriebe in der Stadt ansiedeln. Daneben bestand im Zweiten Weltkrieg das KZ-Außenlager Apolda, ein Außenlager des KZ Buchenwald.
1941 wurde von ihm die 95-seitige Chronik der Stadt Apolda von Emil Kniese und Erich Flicke in der damaligen Reihe Chroniken deutscher Städte in Berlin herausgegeben.
Als am 11. April 1945 eine kritische Situation für Apolda entstand, als von der Wehrmachtsführung ein „Kampfkommandant“ nach Apolda beordert wurde, der die Stadt „bis zum Äußersten“ verteidigen sollte, was einen militärischen Angriff auf die Einwohner bedeutet hätte, griff u. a. auch Dietz ein. Nach einer Beratung mit städtischen Amtsträgern entschloss sich Kommandant Ludwig Edinger, diesen Befehl zu verweigern. Auf die Gefahr hin, sein eigenes Leben aufs Spiel zu setzen, unterschrieb er einen Revers, den Dietz am nächsten Tag dem Befehlshaber der US-Truppen in Niederroßla aushändigte. Nach der kampflosen Übergabe wurde Apolda vom 12. April bis zum 1. Juli 1945 von amerikanischen und am 2. Juli 1945 nach den Beschlüssen der Konferenz von Jalta von sowjetischen Truppen besetzt. In dieser Zeit wurde Oberbürgermeister Dietz abgesetzt. Sein weiteres Schicksal ist nicht bekannt.